# Ерещенко, Владимир Александрович
Владимир Александрович Ерещенко (7 сентября 1962, Воронеж — 20 мая 2024) — советский и российский боксёр первой средней весовой категории, выступал за сборную СССР в конце 1980-х — начале 1990-х годов. Четырёхкратный чемпион СССР, обладатель бронзовой медали чемпионата мира и серебряной чемпионата Европы, бронзовый призёр Игр Доброй воли, участник летних Олимпийских игр 1988 года. Мастер спорта СССР международного класса.

## Биография
Владимир Ерещенко родился 7 сентября 1962 года в Воронеже, выпускник Воронежского политехнического института. Серьезно заниматься боксом начал в возрасте 14 лет в спортивном клубе «Олимпийские надежды» под руководством заслуженного тренера России Василия Васильевича Спивакова. Первого большого успеха на ринге добился в 1984 году, когда в первом среднем весе выиграл чемпионат РСФСР. Известность пришла к Ерещенко в 1988 году,  когда он впервые стал чемпионом СССР и благодаря череде удачных выступлений удостоился права защищать честь страны на летних Олимпийских играх 1988 года в Сеуле. Планировал побороться здесь за медали, но уже во втором матче на турнире потерпел поражение, рефери остановил бой из-за нелепой травмы советского боксёра. Врача, который запретил продолжать бой, после этого сразу сняли с дальнейшего обслуживания соревнований.
Несмотря на эту неудачу, Ерещенко оставался в сборной, был её капитаном, в 1989 году вновь выиграл чемпионат страны, участвовал в состязаниях чемпионата мира в Москве, завоевав бронзовую награду. Год спустя в третий раз был лучшим на первенстве Советского Союза и съездил на Игры Доброй воли в Сиэтл — дошёл до стадии полуфиналов и получил бронзовую медаль. В 1991 году на чемпионате Европы в шведском Гётеборге завоевал серебряную медаль. Последним крупным турниром для него стал чемпионат СНГ, победа на нём давала путёвку на Олимпиаду в Барселону, однако спортсмен занял 3 место, и в результате этого поражения принял решение завершить боксёрскую карьеру.
Покинув ринг занялся бизнесом, владел сетью магазинов в Воронеже. Кроме того, являлся активным спортивным функционером, возглавлял Федерацию профессионального бокса Воронежской области.
Умер 20 мая 2024 года после продолжительной болезни в возрасте 61 года.